# Santiago Nattino
Santiago Esteban Nattino Allende (Santiago, 12 de septiembre de 1921-Quilicura, 30 de marzo de 1985) fue un publicista, pintor y diseñador gráfico chileno. Fue asesinado junto con otros dos miembros del Partido Comunista de Chile, por un grupo de Carabineros en el llamado «Caso Degollados».

## Familia y estudios
Hijo de Santiago Nattino, comerciante del barrio Quinta Normal.
Hizo sus estudios primarios en la Escuela Salvador Sanfuentes. Luego, estudió en la Escuela de Artes Aplicadas de la Universidad de Chile, desde donde egresó en 1943.
Contrajo matrimonio en 1955 con Elena Reyes.

## Carrera profesional
Inició su carrera trabajando en la Casa de Moneda y Especies Valoradas y posteriormente estableció su taller-oficina en la calle Amunátegui de Santiago. Fue distinguido en varios concursos de afiches, entre ellos el de la Municipalidad de Santiago (1943) y el de Naciones Unidas (1947).
Destacó como dibujante y publicista, participando en campañas políticas y comerciales. Fue el creador de la mascota del Banco del Estado —un pato— en 1954 y diagramó y diseñó la Guía del Campesino (1969) de la Sociedad Nacional de Agricultura. Realizó varios trabajos para las campañas electorales de la izquierda chilena. En 1970 produjo los afiches para la campaña presidencial de Salvador Allende.

## Actividad política y persecución en dictadura
Fue miembro de Asociación Gremial de Educadores de Chile AGECH y del Partido Comunista. Participó en el gobierno de la Unidad Popular, donde se desempeñó como jefe del Departamento de Divulgación del Servicio Agrícola y Ganadero.
Con el golpe de Estado de 1973 fue detenido en el Estadio Nacional. Tras ser liberado, apoyó a El Siglo (semanario chileno) en la clandestinidad, creando decenas de originales fáciles de reproducir, adaptables a distintas situaciones. Durante la dictadura realizó afiches para la Vicaría de la Solidaridad y diseñó el logotipo de la Fundación de Ayuda Social de las Iglesias Cristianas (FASIC). En 1982, a consecuencia de la persecución política, se vio obligado a cerrar su taller.

### Asesinato
El 28 de marzo de 1985, Nattino fue secuestrado por civiles a 200 metros de su hogar. Dos días después, fue encontrado muerto por degollamiento en un camino a Quilicura, junto a José Manuel Parada y Manuel Guerrero, secuestrados el día 29 de marzo. El proceso judicial por este hecho es conocido como «Caso Degollados».